# Индија на Светском првенству у атлетици на отвореном 2022.
Индија је учествовала на 18. Светском првенству у атлетици на отвореном 2022. одржаном у Јуџину  од 15. до 25. јула осамнаести пут, односно учествовала је на свим првенствима до данас. Репрезентацију Индије представљало 19 такмичара (16 мушкарца и 3 жене) који су се такмичили у 12 дисциплина (8 мушких, 4 женске). , .
На овом првенству Индија је по броју освојених медаља делила 33. место са једном медаљом (сребрна).  У табели успешности према броју и пласману такмичара који су учествовали у финалним такмичењима (првих 8 такмичара) Индија је са 3 учесника у финалу делила 34. место са 11 бодова.
| Плас. | Земља  | 1. место | 2. место | 3. место | 4. место | 5. место | 6. место | 7. место | 8. место | Бр. финал. | Бод. |
| ----- | ------ | -------- | -------- | -------- | -------- | -------- | -------- | -------- | -------- | ---------- | ---- |
| =34.  | Индија | 0        | 1        | 0        | 0        | 0        | 0        | 2        | 0        | 3          | 11   |

## Учесници
| Мушкарци: - Џабир Мадри Пилијалил — 400 м препоне - Авинаш Мукунд Сабле — 3.000 м препреке - Мухамед Анас Јахија — 4х400 м - Мухамед Ајмал Варијатоди — 4х400 м - Наганатан Панди — 4х400 м - Раџеш Рамеш — 4х400 м - Сандип Кумар — 20 км ходање - Мухамед Анис Јахија — Скок удаљ - М.Сришанкар — Скок удаљ - Џесвин Олдрин Џонсон — Скок удаљ - Eldhose Paul — Троскок - Правин Читравел — Троскок - Абдула Абобакер Наранголинтевида — Троскок - Тејиндер Пал Синг Тур — Бацање кугле - Neeraj Chopra — Бацање копља - Рохит Јадав — Бацање копља | Жене: - Парул Чаудхри — 5.000 м, 3.000 м препреке - .Пријанка — 20 км ходање - Ану Рани — Бацање копља |  |

## Освајачи медаља (1)

### Сребро (1)
- Neeraj Chopra — Бацање копља

## Резултати

### Мушкарци
| Атлетичар                                                                | Дисциплина       | Лични рекорд | Квалификације           | Квалификације           | Полуфинале            | Полуфинале           | Финале               | Финале       | Детаљи |
| Атлетичар                                                                | Дисциплина       | Лични рекорд | Резултат                | Место                   | Резултат              | Место                | Резултат             | Место        | Детаљи |
| ------------------------------------------------------------------------ | ---------------- | ------------ | ----------------------- | ----------------------- | --------------------- | -------------------- | -------------------- | ------------ | ------ |
| Џабир Мадри Пилијалил                                                    | 400 м препоне    | 49,13        | 50,76                   | 7. у гр. 2              | Није се квалификовао  | Није се квалификовао | Није се квалификовао | 31 / 35 (37) |        |
| Авинаш Мукунд Сабле                                                      | 3.000 м препреке | 8:12,48 НР   | 8:18,75 (.745) КВ       | 3. у гр. 3              |                       |                      | 8:31,75              | 11 / 40 (41) |        |
| Мухамед Анас Јахија Мухамед Ајмал Варијатоди Наганатан Панди Раџеш Рамеш | 4 x 400 м        | 3:00,25 НР   | 3:07,29                 | 6. у гр. 1              | Нису се квалификовали | 12 / 13 (15)         |                      |              |        |
| Сандип Кумар                                                             | 20 км ходање     | 1:20:16 НР   |                         |                         |                       |                      | 1:31:58              | 40 / 43 (45) |        |
| М.Сришанкар                                                              | Скок удаљ        | 8,36 НР      | 8,00                    | 2. у гр. Б              |                       |                      | 7,96                 | 7 / 29 (32)  |        |
| Џесвин Олдрин Џонсон                                                     | Скок удаљ        | 8,26         | 7,78                    | 9. у гр. А              | Нису се квалификовали | 20 / 29 (32)         |                      |              |        |
| Мухамед Анис Јахија                                                      | Скок удаљ        | 8,15         | 7,72                    | 11. у гр. А             | Нису се квалификовали | 24 / 29 (32)         |                      |              |        |
| Eldhose Paul                                                             | Троскок          | 16,99        | 16,68 кв                | 6. у гр. А              | 16,79                 | 9 / 27 (29)          |                      |              |        |
| Правин Читравел                                                          | Троскок          | 17,18        | 16,49                   | 8. у гр. А              | Нису се квалификовали | 17 / 27 (29)         |                      |              |        |
| Абдула Абобакер Наранголинтевида                                         | Троскок          | 17,19        | 16,45                   | 10. у гр. Б             | Нису се квалификовали | 19 / 27 (29)         |                      |              |        |
| Тејиндер Пал Синг Тур                                                    | Бацање кугле     | 21,49        | Повукао се са такмичења | Повукао се са такмичења | Није се квалификовао  | Није се квалификовао |                      |              |        |
| Neeraj Chopra                                                            | Бацање копља     | 89,94 НР     | 88,39 КВ                | 1. у гр. А              | 88,13                 |                      |                      |              |        |
| Рохит Јадав                                                              | Бацање копља     | 82,54        | 80,42 кв                | 6. у гр. Б              | 78,72                 | 10 / 27 (28)         |                      |              |        |

### Жене
| Атлетичарка   | Дисциплина       | Лични рекорд | Квалификације | Квалификације | Полуфинале | Полуфинале | Финале                | Финале       | Детаљи |
| Атлетичарка   | Дисциплина       | Лични рекорд | Резултат      | Место         | Резултат   | Место      | Резултат              | Место        | Детаљи |
| ------------- | ---------------- | ------------ | ------------- | ------------- | ---------- | ---------- | --------------------- | ------------ | ------ |
| Парул Чаудхри | 5.000 м          | 15:36,03     | 15:54,03      | 17. у гр. 2   |            |            | Није се квалификовала | 31 / 35 (37) |        |
| Парул Чаудхри | 3.000 м препреке | 9:38,29      | 9:38,09 ЛР    | 12. у гр. 2   | 31 / 42    |            | Није се квалификовала |              |        |
| .Пријанка     | 20 км ходање     | 1:28:45 НР   |               |               |            |            | 1:39:42               | 34 / 36 (41) |        |
| Ану Рани      | Бацање копља     | 63,82 НР     | 59,60 кв      | 5. у гр. Б    |            |            | 61,12                 | 7 / 31       |        |